# Fever Ray
Bag navnet Fever Ray gemmer sig den svenske sanger Karin Elisabeth Dreijer (født 7. april 1975), mest kendt for at være ene halvdel af duoen The Knife.
Albummet " Fever Ray" er hens solodebut og kom på gaden i slutningen af marts 2009.
Karin Dreijer har sammen med sin bror Oluf haft nogle succesfulde år som electronica-duoen The Knife, der efterhånden også er et etableret navn i Danmark.
Søskendeparret besluttede sig efter deres seneste album "Silent Shout" (2006) for at holde en pause, og den har Karin Dreijer altså brugt på at skrue en debut sammen, hvor man ikke er i tvivl om referencerne til The Knife, men samtidig får et kig ind i Karins eget til tider noget dystre univers.
Fever Ray har blandt andet optrådt på Roskilde Festival i 2009.

## Discografi

### Albums
- Fever Ray - 2009
- Plunge - 2017
- Radical Romantics - 2023